# Bodião-nobre
O bodião-nobre (Hologymnosus doliatus), é uma espécie de bodião tropical nativo do Indo-Pacífico. Assim como outras espécies de bodiões, possui um muco tóxico em seu corpo que os deixa com um gosto ruim para predadores. Possui um corpo alongado, sendo que os machos possuem cores mais chamativas que as fêmeas. Vivem em recifes de corais próximos ao fundo, onde se alimentam de pequenos crustáceos. Por ser um peixe colorido, é muito procurado por aquaristas para ser mantidos em aquários marinhos.
O bodião-nobre é nativo do Indo-Pacífico, podendo ser encontrado em Kwazulu-Natal, na África do Sul, para a Tailândia e Triângulo de Coral até Bali, na Indonésia para Fiji, Guam e Palau, incluindo regiões insulares da Melanésia e Micronésia.